# Portiere (calcio)

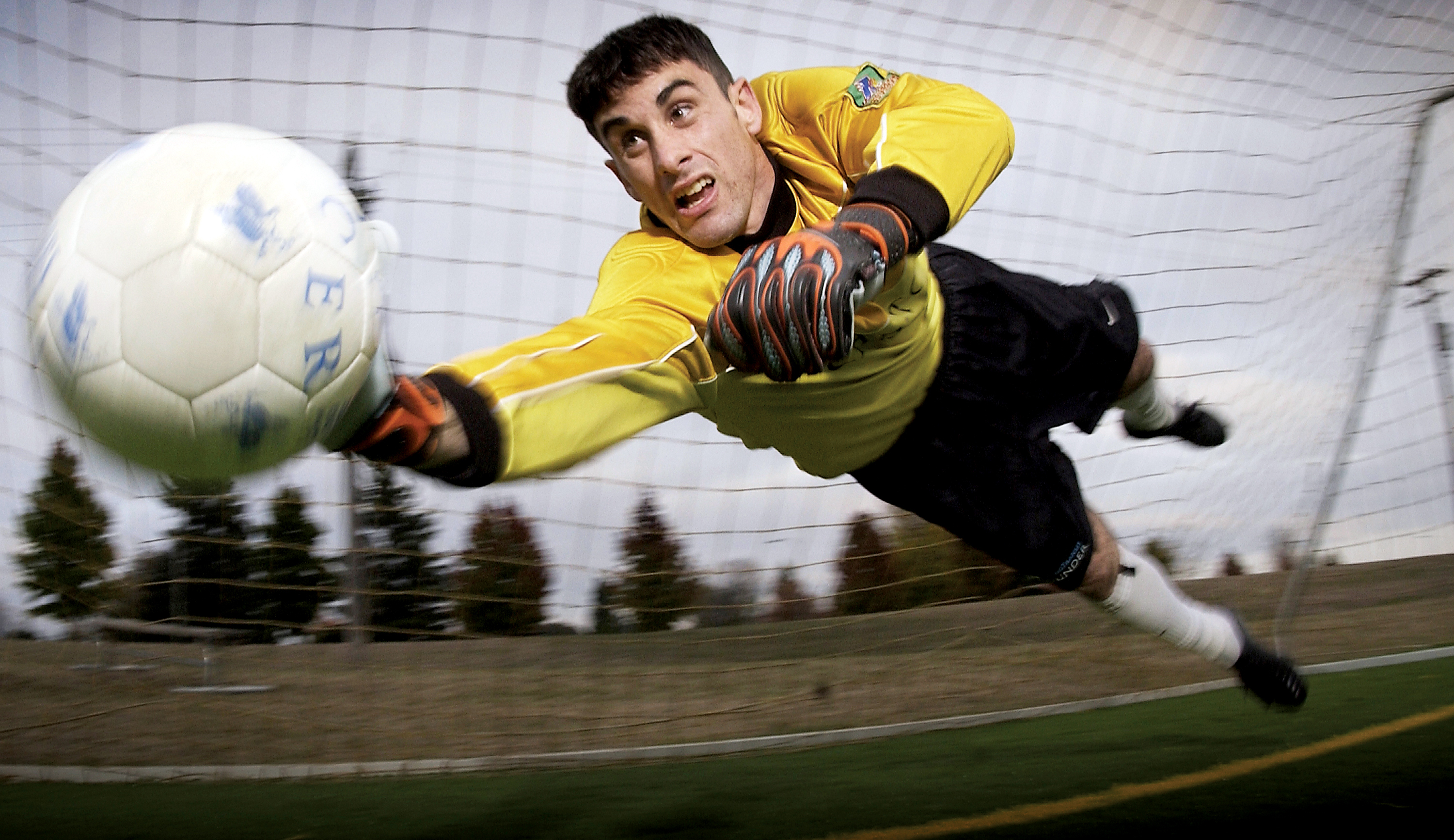
Un portiere nel tentativo di effettuare una parata.

Nel calcio, il portiere è il giocatore che ha l'obiettivo di difendere la porta della propria squadra. A tal fine, è l'unico calciatore a cui è permesso giocare il pallone con qualsiasi parte del suo corpo, comprese le mani. Questa concessione, tuttavia, è valida solo all'interno della propria area di rigore; al di fuori di essa, al portiere si applicano le stesse norme previste per i calciatori di movimento.
La figura del portiere non ha una precisa regola di riferimento all'interno del regolamento del gioco del calcio; tuttavia, alla terza regola viene indicato l'obbligo dello schieramento di un portiere; alla dodicesima regola è invece stabilito che è un'infrazione toccare deliberatamente il pallone con le mani, fatta eccezione per il portiere all'interno della propria area di rigore: questa affermazione mette chiaramente in evidenza la differenza sostanziale che intercorre tra un portiere e un normale calciatore. Il portiere, per le sue differenze da un giocatore di movimento, è tenuto a indossare una divisa diversa da quella di questi ultimi.

## Regolamentazione del ruolo

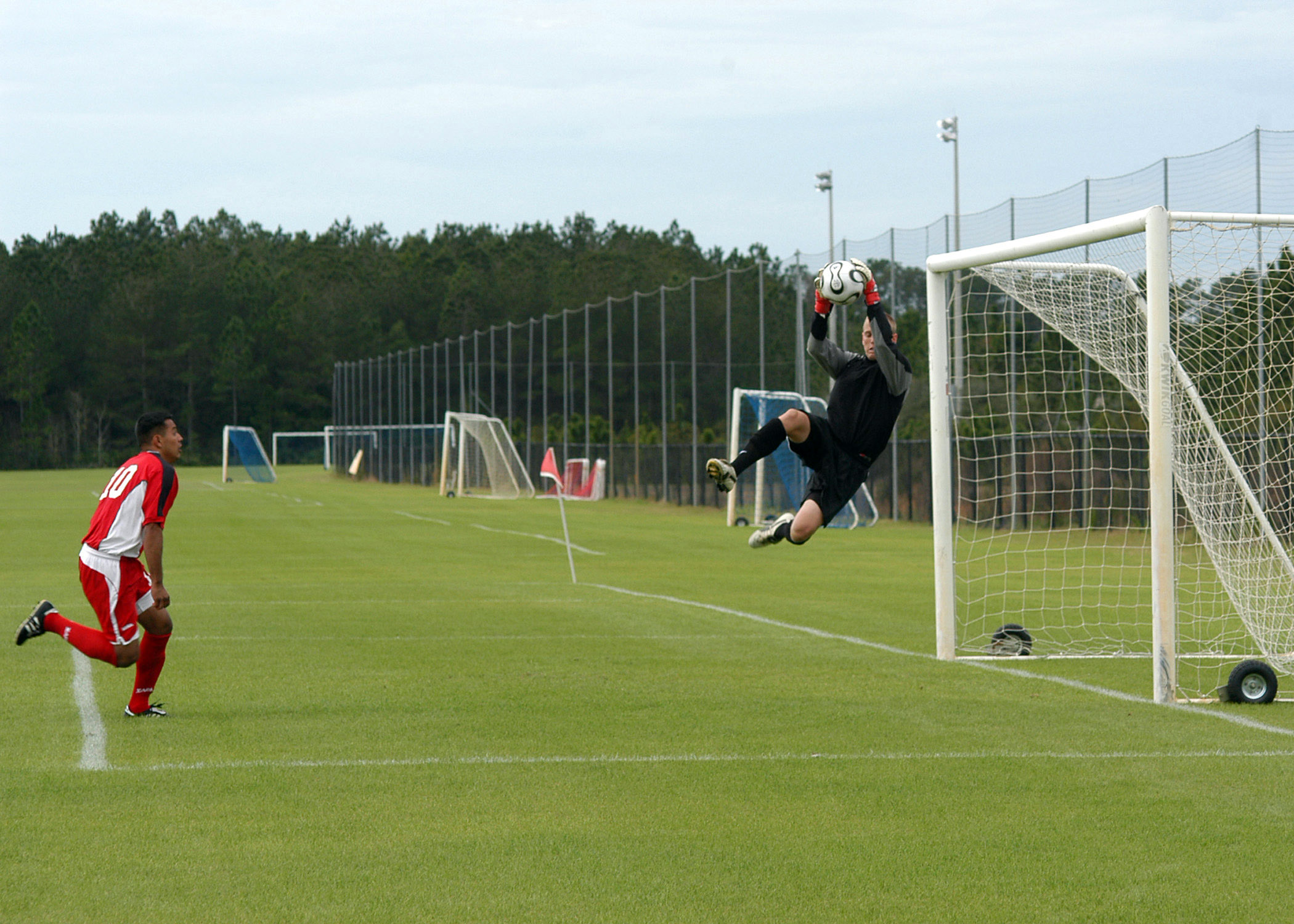
Un portiere mentre effettua una presa in tuffo.

Come già detto, a differenza di tutti gli altri calciatori sul terreno di gioco, il portiere riceve un trattamento differente all'interno del regolamento:
Innanzitutto, egli deve essere identificato con un abbigliamento diverso da quello dei suoi compagni di squadra, al fine di far sempre capire all'arbitro, in qualsiasi momento della gara, quale sia il calciatore che, per l'appunto, ha il diritto di poter toccare il pallone con le mani all'interno della propria area, facoltà che è, effettivamente, la sostanziale differenza fra un giocatore in altri ruoli e un portiere. Tra l'abbigliamento tipico (ma non obbligatorio) del portiere troviamo i guanti, il cui scopo è ottenere una presa più salda del pallone in occasione di una parata.
A livello tecnico, tuttavia, il portiere può essere reo di specifiche infrazioni, le infrazioni peculiari del portiere, relative ad alcuni particolari casi di contatto mano-pallone all'interno dell'area di rigore. Tali infrazioni sono specificate nel paragrafo "Calcio di punizione indiretto" della Regola 12, e sono le seguenti:
- Mantenere il possesso del pallone, fra le mani, per più di 6";
- Una volta spossessatosi del pallone, toccarlo nuovamente con le mani prima che esso sia toccato da un altro calciatore;
- Toccare il pallone con le mani avendolo ricevuto su un passaggio, di piede, da un compagno di squadra;
- Toccare il pallone con le mani avendolo ricevuto da un compagno di squadra direttamente da una rimessa laterale.[4]

Se una di queste infrazioni si verifica, il gioco deve essere interrotto, e deve essere ripreso con un calcio di punizione indiretto per la squadra avversaria nel punto in cui è avvenuta l'infrazione. Tali norme hanno lo scopo di disincentivare l'adozione di atteggiamenti ostruzionistici da parte di una o entrambe le squadre e di scoraggiare la perdita di tempo con il pallone in gioco (cosa che non darebbe diritto a recuperi oltre il novantesimo minuto di gioco).
Egli però non può mai essere passibile di alcuna infrazione passibile di calcio di punizione diretto per aver toccato il pallone con le mani all'interno della propria area di rigore, né di nessun'altra scorrettezza in merito al contatto mano/pallone all'interno della propria area di rigore (il che significa che il portiere non può essere espulso neppure se, commettendo un'infrazione come toccare volontariamente il pallone con le mani dopo che un compagno di squadra lo ha calciato verso di lui, egli così facendo impedisse alla squadra avversaria la segnatura di una rete o l'evidente opportunità di segnare una rete, cosa che invece accadrebbe se evitasse ciò commettendo un fallo che non implichi il contatto mano/pallone).
Escluse le differenze appena citate, il portiere è un calciatore come gli altri e, quindi, suscettibile dei medesimi provvedimenti disciplinari che verrebbero presi contro gli altri calciatori (per esempio un cartellino giallo per perdita di tempo o proteste).

### Possesso del pallone

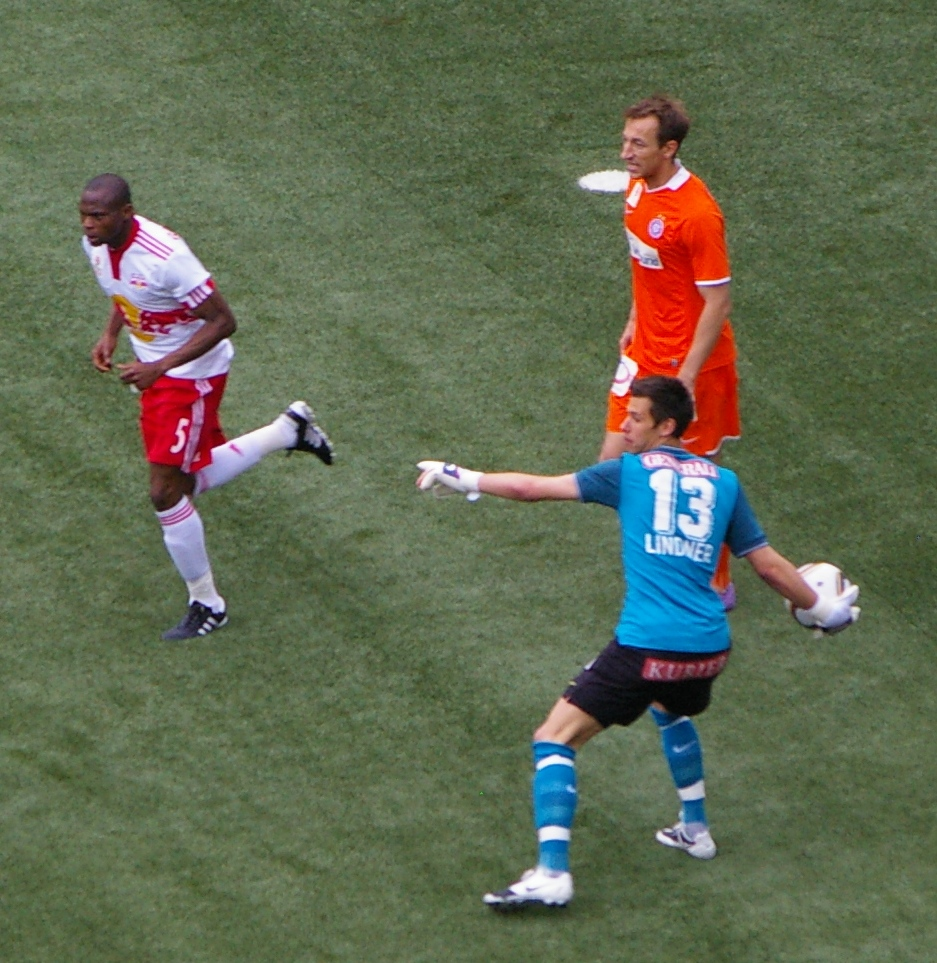
Il portiere dell'Austria Vienna Heinz Lindner in procinto di effettuare un rilancio con le mani.

Dal momento che le infrazioni peculiari per cui un portiere può essere sanzionato presuppongono il "possesso" del pallone da parte del portiere, l'IFAB ha inserito, nella sezione "Interpretazione delle Regole del Gioco e linee guida per arbitri" della Regola 12 delle direttive che rendano chiaro quando un portiere sia effettivamente in possesso del pallone.
Stando alla direttiva, si considera che un portiere sia in possesso del pallone, e quindi il "controllo" quando egli lo tiene fra le mani, fra le mani e una superficie qualunque, che può essere anche un palo della porta, o lo tiene sul palmo della mano. Inoltre, il portiere ha il possesso del pallone anche quando lo respinga intenzionalmente allo scopo di mantenerne il controllo. Egli inoltre continua a mantenere il possesso del pallone anche quando lo fa rimbalzare, o lo lancia per poterlo calciare.
È importante specificare quando il portiere sia effettivamente in possesso del pallone, ad esempio, per il computo dei 6 secondi.

### Infortuni
Il portiere riceve un trattamento particolare anche nel caso di infortuni. Mentre per tutti gli altri calciatori è obbligatorio, in caso di grave infortunio, abbandonare il terreno di gioco per essere curati, il portiere è l'unico giocatore che, presentando una ferita grave, può comunque ricevere cure sul terreno di gioco.
Inoltre, se durante il gioco il portiere si infortuna anche soltanto lievemente, il gioco deve essere immediatamente interrotto per consentire le cure, eccetto il caso in cui il portiere non si infortuni subito prima che subisca una rete: in tal caso, l'arbitro convaliderà la rete, e subito dopo procederà alle cure.
Infine, egli gode di un trattamento particolare per gli infortuni anche durante i tiri di rigore. Durante l'esecuzione degli stessi, infatti, non è possibile effettuare alcuna sostituzione. Ciononostante, in caso di infortunio del portiere durante i tiri di rigore, è concessa la sua sostituzione con un calciatore di riserva, purché, comunque, la squadra non abbia già effettuato tutte le sostituzioni consentite.

### Infrazioni commesse contro i portieri
Oltre ad avere delle infrazioni peculiari specifiche per il suo ruolo, il portiere gode anche di specifiche infrazioni che, se commesse contro di lui, portano a un calcio di punizione indiretto a suo favore. Queste infrazioni sono:
- Ostacolare un portiere anche involontariamente nel momento in cui egli cerca di spossessarsi del pallone, ad esempio rilanciandolo con le mani;
- Cercare di calciare il pallone mentre il portiere lo sta rilanciando;
- Limitare scorrettamente i movimenti del portiere, ostacolandolo con il proprio corpo.[10]

## Storia

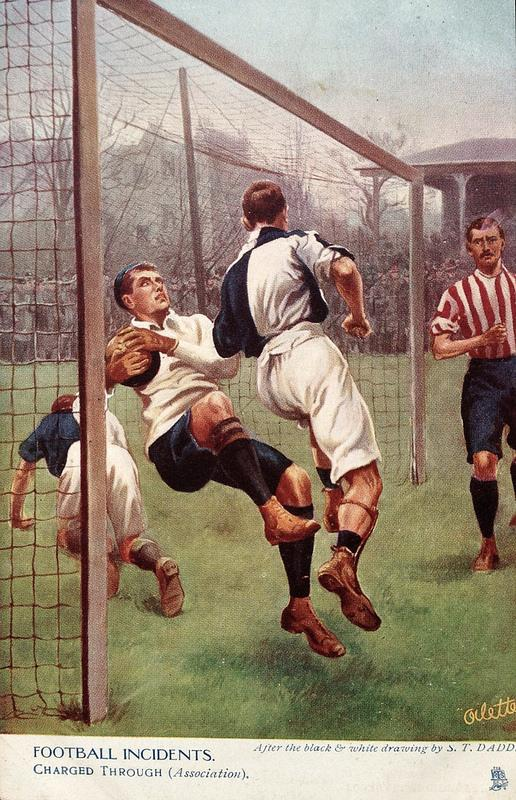
Una carica al portiere da un giocatore rivale, 1905.

Il ruolo del portiere, lungo i vari decenni, non è sempre stato quello finora descritto. Infatti, è soltanto dal 1912 che al portiere è concesso di toccare il pallone, con le mani, non più in tutto il terreno di gioco, ma soltanto all'interno della propria area di rigore, il cui unico ruolo fino a quel momento era soltanto quello di indicare l'area all'interno della quale un'infrazione passibile di calcio di punizione diretto avrebbe dato luogo a un calcio di rigore.
La maggior parte delle modifiche che investirono il ruolo del portiere furono comunque attuate per evitare le perdite di tempo: il portiere, con il pallone fra le mani, non può essere contrastato da un avversario, quindi un portiere avrebbe potuto, in teoria, tenere il pallone fra le mani per quanto tempo avesse voluto, impedendo quindi agli avversari di poterlo giocare. Per questa ragione, nel 1983, fu consentito al portiere di poter fare soltanto quattro passi, avendo il possesso del pallone, e dopodiché essere obbligato a rilasciarlo. La regola, però, non sembrava essere funzionale, in quanto non era stabilito chiaramente quanto fosse il tempo necessario per fare quattro passi, e quindi l'intento di arginare le perdite di tempo non fu raggiunto. Questa fu la ragione che portò all'innovazione del 2000, nella quale fu stabilito che il portiere avrebbe dovuto necessariamente rilasciare il possesso del pallone entro 6 secondi.
Tuttavia, la modifica più sostanziale è certamente quella che fu adottata a seguito del Campionato mondiale di calcio 1990, nel quale fu notato come, a scopo palesemente antisportivo e con l'unica finalità di perdere tempo, spesso le squadre ricorrevano a passaggi al proprio portiere il quale, tenendo il pallone in mano, impediva agli avversari di poterlo giocare. Per questo motivo, nel 1992 la regola fu cambiata, impedendo al portiere di prendere con le mani il pallone ricevuto da un retropassaggio di un compagno di squadra, se effettuato di piede. Nel 1997 fu vietato al portiere di prendere il pallone con le mani anche qualora lo ricevesse da un compagno direttamente da una rimessa laterale.

## Caratteristiche
(Umberto Saba, Tre momenti, dal Canzoniere)

### Giocatore

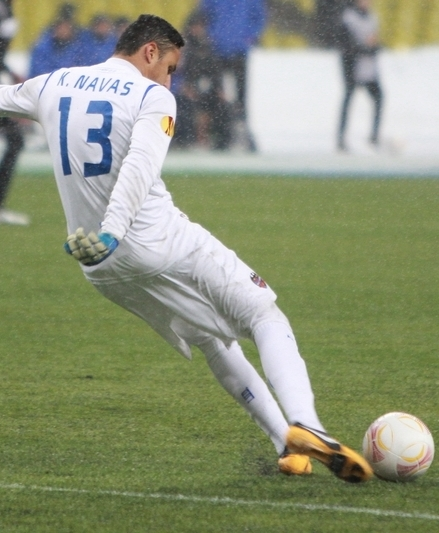
Il costaricano Keylor Navas effettua un calcio di rinvio.

Il giocatore che ricopre il ruolo di portiere è solitamente dotato di un'alta statura (sopra il metro e ottanta): questa caratteristica fisica permette infatti al portiere di poter meglio intercettare i cross avversari e, in generale, di primeggiare nel gioco aereo. Tuttavia, una statura molto elevata può talvolta rappresentare un impedimento, giacché, per muoversi tra i pali, sono necessarie anche agilità e rapidità di movimento. Per la corretta esecuzione delle uscite servono invece tempismo e capacità di leggere con precisione le traiettorie del pallone, in modo da farsi trovare nella posizione ideale all'arrivo della sfera. Per eseguire le parate in tuffo le caratteristiche principali sono l'agilità e la potenza, specialmente nelle gambe, la cui forza determina l'elevazione e l'efficacia dei tuffi.
Il portiere deve anche possedere il senso della posizione: deve cioè essere in grado di valutare il proprio posizionamento in funzione dell'ubicazione dell'avversario, scegliendo il luogo da cui è possibile coprire la maggior porzione di specchio della porta. Così facendo, il portiere riesce a "chiudere" lo specchio, ovvero a diminuire la possibilità che l'avversario segni, riducendo gli spazi a disposizione dell'attaccante per effettuare la conclusione. Le parate si possono effettuare principalmente in due modi: in presa, cioè bloccando il pallone tra le proprie braccia o con le sole mani, e in respinta, allontanando il pallone dalla porta (preferibilmente in direzione laterale); spesso, quest'ultima soluzione è preferita in caso di pioggia, visto che la presa sul pallone bagnato può risultare difettosa.
Infine, al portiere è assegnato il compito di rimettere il pallone in gioco una volta riconquistatone il possesso, attraverso un rilancio che può essere effettuato di mano o di piede: con le mani si ha maggiore precisione ma minor gittata, mentre con i piedi è necessaria una certa dose di controllo del pallone, in modo da poter effettuare efficacemente la rimessa senza incorrere in errori potenzialmente pericolosi.

### Ruolo
Al portiere è assegnato il compito di proteggere la linea di porta compresa fra i pali, evitando i gol degli avversari. La zona di competenza del portiere è l'area di rigore, all'interno della quale gli è consentito di toccare il pallone con le mani: oltre a difendere la porta rimanendo tra i pali, all'estremo difensore è richiesto sovente di effettuare uscite, sia alte (afferrando o respingendo il pallone mentre esso è in volo, specialmente in seguito a un cross) che basse (sia per intercettare un passaggio che per fermare un avversario).
Un'altra funzione del portiere è quella di controllo della linea difensiva: si rende talvolta necessario, infatti, che il portiere aiuti i compagni difensori indicando loro eventuali situazioni di pericolo e coordinando i loro movimenti sia per quanto riguarda la marcatura che il fuorigioco. È il portiere a disporre la barriera sui calci di punizione avversari: il posizionamento della barriera è infatti fondamentale per coprire al meglio lo specchio della porta. La disposizione corretta della barriera si effettua, generalmente, ponendo il secondo uomo in barriera (dall'esterno) sull'immaginaria linea tra pallone e palo. L'evoluzione del calcio ha portato il portiere a partecipare maggiormente all'azione, contribuendo alla costruzione del gioco della propria squadra. Infine, al portiere è solitamente assegnato il compito di battere l'eventuale calcio di rinvio.

#### Sweeper-keeper

L'italiano Sebastiano Rossi (a destra) in azione da sweeper-keeper fuori area

L'evoluzione tattica del calcio, in particolare per quanto attiene alla difesa a zona, ha comportato una graduale "estinzione" del ruolo del libero, difensore esentato dai tradizionali compiti di marcatura per porsi alle spalle della retroguardia costituendo, pertanto, l'ultima linea prima del portiere. Tale situazione — ascrivibile perlopiù alle difficoltà che il ruolo comporterebbe nell'applicare il fuorigioco — ha richiesto un maggiore contributo dell'estremo difensore alla costruzione del gioco, integrando quindi le mansioni precedentemente affidate al libero. A definire questo ruolo ibrido è l'anglicismo sweeper-keeper.

#### Portieri marcatori

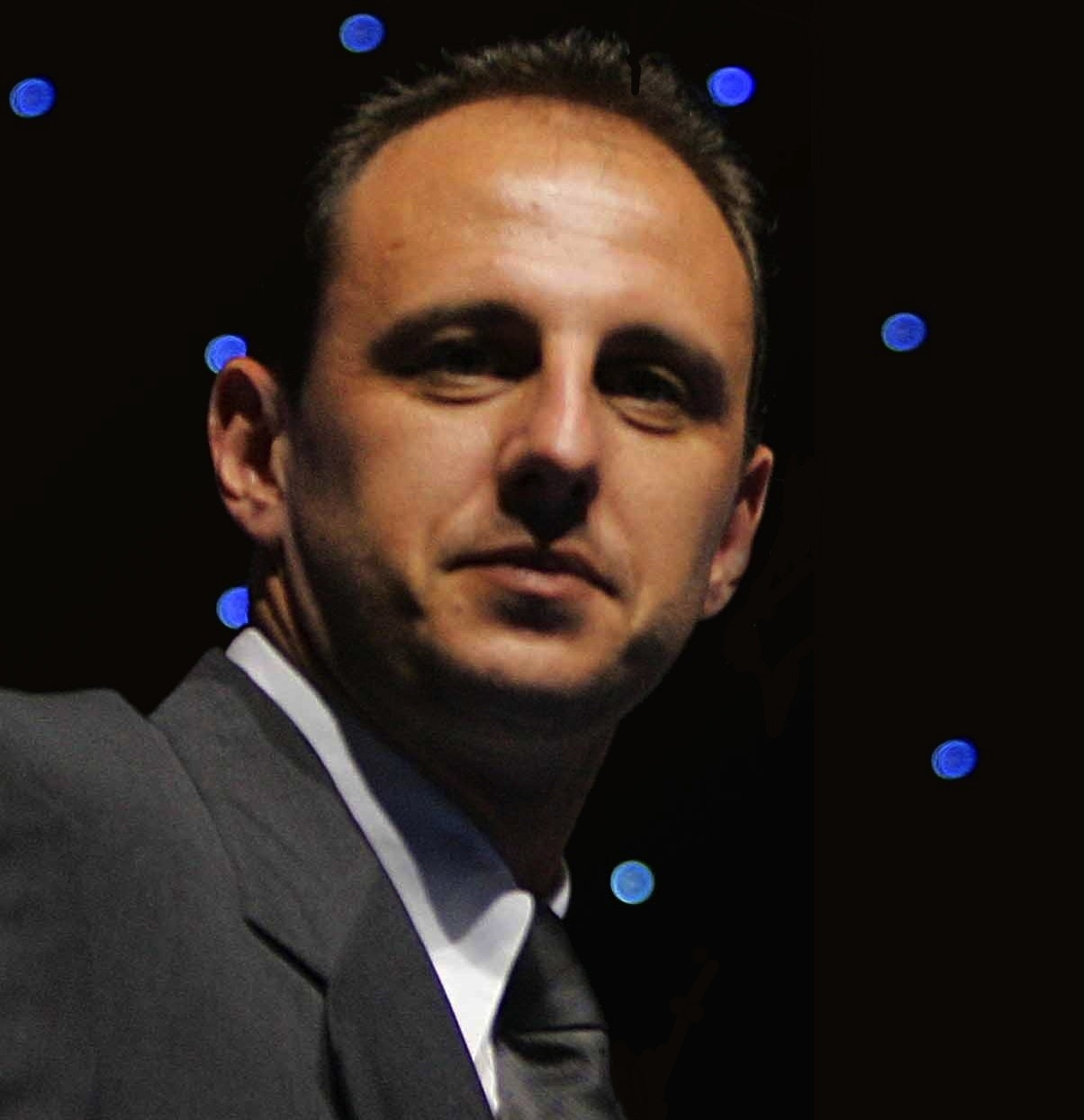
Il brasiliano Rogério Ceni è il portiere autore del maggior numero di gol nella storia del calcio.

A dispetto della natura statica del ruolo, si sono registrati numerosi casi di portieri andati in gol — battendo, per esempio, calci di punizione o spingendosi nell'area avversaria in situazioni di palla inattiva. Primatista in tal senso è il brasiliano Rogério Ceni, autore di 131 gol; il paraguaiano José Luis Chilavert, secondo in classifica con 67 reti segnate, detiene invece il record di marcature in un singolo incontro, avendo realizzato una tripletta in Vélez Sarsfield-Ferro Carril Oeste del 28 novembre 1999.
Per quanto concerne il campionato italiano, Lucidio Sentimenti primeggia tra i marcatori con 8 realizzazioni, tutte su rigore; a seguire Antonio Rigamonti, autore di 3 gol anch'essi dal dischetto. I portieri andati in gol su azione sono invece Michelangelo Rampulla (in Atalanta-Cremonese 1-1 del 23 febbraio 1992), Massimo Taibi (in Udinese-Reggina 1-1 del 1º aprile 2001) e Alberto Brignoli (in Benevento-Milan 2-2 del 3 dicembre 2017). Gli unici portieri italiani ad aver segnato in competizioni confederali sono Marco Amelia, che il 2 novembre 2006 mise a segno all'87' il definitivo 1-1 nella gara di Coppa UEFA tra Partizan e Livorno, e Ivan Provedel, che il 19 settembre 2023 ha messo a segno al 90+5' il definitivo 1-1 tra Lazio e Atlético Madrid.
Il seguente elenco comprende i primi dieci portieri per numero di reti nelle competizioni professionistiche nazionali o internazionali.
| Nome                | Nazionalità | Anni di attività | Squadre | Gol segnati | Note |
| ------------------- | ----------- | ---------------- | --- | ----------- | --- |
| Rogério Ceni        | Brasile     | 1990–2015        | São Paulo | 131         | Record per un portiere, record di gol su punizione (61), record di gol su rigore (69), record di gol con i club (131). Ceni ha segnato 14 gol (6 calci di punizione e 8 rigori) in Coppa Libertadores. |
| José Luis Chilavert | Paraguay    | 1982-2004        | Paraguay, Real Zaragoza, Vélez Sársfield, Peñarol, Strasbourg, Sportivo Luqueno, Guarani                                                                                    | 67          | Record di gol realizzati a livello internazionale (8), unico a realizzare una tripletta (3 gol in una singola partita)                                                                                 |
| Jorge Campos        | Messico     | 1988-2004        | UNAM Pumas, Atlante | 46          | [ 42 ] |
| Johnny Vegas        | Perù        | 1997-2017        | Sport Boys, Union Huaral, Universidad San Martín de Porres, FBC Melgar, Sport Ancash, Cienciano                                                                             | 45          | [ 44 ] |
| Dimităr Ivankov     | Bulgaria    | 1996-2011        | Levski Sofia, Kayserispor, Bursaspor | 42          | Gol su rigore |
| René Higuita        | Colombia    | 1985-2010        | Colombia, Deportivo Rionegro, Guaros de Lara FC, Bajo Cauca FC, Aucas, Independiente Medellín, Tiburones Rojos de Veracruz, Atlético Nacional, Real Valladolid, Millonarios | 41          | Ricordato per la "parata dello scorpione" contro l'Inghilterra nel 1995 |
| Márcio              | Brasile     | 2002-            | Bahia, Fortaleza, Atlético Goianiense | 34          | |
| Hans-Jörg Butt      | Germania    | 1994-2012        | VfB Oldenburg, Hamburg, Bayer Leverkusen, Bayern Monaco | 32          | Record di rigori realizzati in un campionato professionistico europeo (Bundesliga); sono inclusi tre gol in UEFA Champions League (record per un portiere) e uno nella Coppa di Lega tedesca           |
| Misael Alfaro       | El Salvador | 1988-2010        | Luis Ángel Firpo, San Salvador, Águila, Alianza, Metapán | 31          | [ 42 ] |
| Dragan Pantelić     | Jugoslavia  | 1971-1985        | Jugoslavia, Radnički Niš | 26          | [ 42 ] |
| Fernando Patterson  | Costa Rica  | 1993-2012        | Xelajú, Cobán Imperial, Puntarenas, Ramonense | 26          | [ 47 ] |

## Diffusione nella cultura di massa

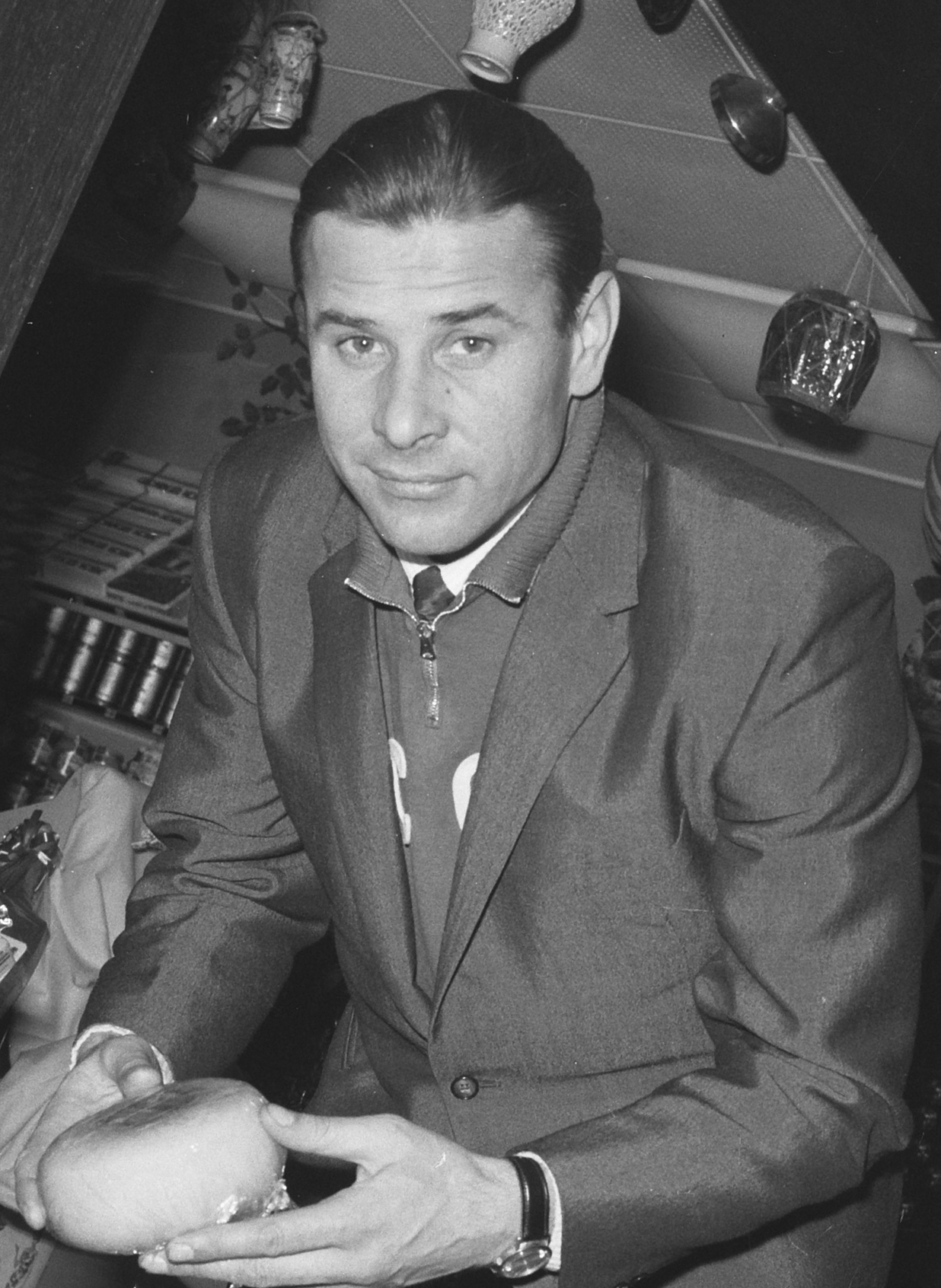
Il portiere sovietico Lev Jašin, l'unico insignito del Pallone d'oro oltreché eletto dall'IFFHS il miglior portiere del XX secolo.

Il portiere è una figura avulsa dal resto della squadra. Essendo stanziale, egli è dedito alla protezione di una zona ben definita del campo, quella degli ultimi sedici metri di gioco, della quale è – o dovrebbe essere – il padrone assoluto. Questa peculiarità ha spinto non pochi poeti e scrittori a sottolineare la sua solitudine. Inoltre, sebbene nell'immaginario collettivo il portiere sia un giocatore altamente spettacolare e, in qualche misura, istrionico, al contrario tale ruolo deve trasmettere tranquillità a tutta la difesa.
Uno dei primi portieri celebri in tutto il mondo fu lo spagnolo Ricardo Zamora, chiamato il Divino. Nello stesso periodo, avevano una certa fama anche l'italiano Gianpiero Combi e il cecoslovacco František Plánička. Nel dopoguerra, portieri di assoluto valore furono il sovietico Lev Jašin, detto il Ragno Nero per via del colore della sua tenuta di gioco e per le lunghe braccia, l'inglese Gordon Banks detto Banks of England, ritenuto, all'epoca, tra i migliori al mondo; il tedesco “Sepp” Maier, l'italiano Dino Zoff e l'argentino Ubaldo Matildo Fillol detto el Pato (l'anatra).
Gli anni 1970 videro fiorire una generazione di portieri dallo stile più disinvolto rispetto a quello, molto freddo e formale, di estremi difensori come Zoff e Maier. Tra tutti si ricordano lo svedese Ronnie Hellström, dalla grande tecnica ma dall'atteggiamento guascone in campo e fuori, e l'olandese Jan Jongbloed, famoso per lasciare spesso la porta e proporsi al rilancio come libero aggiunto, e per giocare in porta con il numero 8 sulle spalle. In tempi più recenti un portiere che richiamava l'estro e l'esuberanza dei suoi colleghi di vent'anni prima fu il colombiano René Higuita, che in campo si esibiva talora con la parata cosiddetta "dello scorpione" (andando in elevazione da terra col corpo in avanti e respingendo il pallone con entrambi i talloni uniti).

L'italiano Stefano Tacconi, l'unico portiere vincitore di tutti i maggiori trofei internazionali per club.

Per quel che riguarda l'imbattibilità, il record per la Serie A è detenuto da Gianluigi Buffon: nella stagione 2015-2016, nella porta della Juventus, mantiene la porta inviolata per 974 minuti. Il record assoluto del calcio professionistico italiano è tuttavia detenuto da Emmerich Tarabocchia che, nella stagione di Serie C 1974-1975, mantenne la porta del Lecce imbattuta per 1791'. A livello dilettantistico, in Italia il record di imbattibilità spetta ad Andrea Lodovini, nel campionato di Promozione 1987-1988 tra i pali della Sestese inviolata per 2243'.
A livello mondiale il record assoluto di inviolabilità di un portiere professionista è detenuto dal brasiliano Mazarópi, che nel campionato 1977-1978 mantenne la porta del Vasco da Gama imbattuta per 1816 minuti. A livello di Mondiali di Calcio FIFA il record di imbattibilità in un unico mondiale spetta a Walter Zenga, la cui porta rimase inviolata durante l'edizione del 1990 per 517', battuto da Caniggia nella semifinale con l'Argentina. Il record assoluto d'imbattibilità per squadre nazionali è invece di Dino Zoff, la cui porta è rimasta inviolata per 1142 minuti consecutivi.
Secondo una classifica dell'IFFHS (International Federation of Football History and Statistics) Lev Jašin viene considerato il miglior portiere del XX secolo; Jašin, che può vantare anche un campionato nazionale sovietico nell'hockey su ghiaccio, è l'unico portiere ad aver vinto il Pallone d'oro (1963), il celebre premio assegnato al miglior calciatore dell'anno. Nel 1994, in suo onore, la FIFA istituì il Premio Yashin da destinare al miglior portiere in ogni edizione del campionato mondiale.
La terminologia calcistica definisce «papera» un errore del portiere, la cui gravità può comportare un gol avversario. Dal punto di vista storico l'origine dell'espressione è riconducibile all'estremo difensore Vittorio Faroppa, il quale nel 1912 — durante l'unica presenza in azzurro, contro la Francia — agevolò il successo transalpino (4-3) con errori e incertezze tra i pali, assimilate dalla stampa ai movimenti del palmipede.